# Université métropolitaine de Manchester
L'université métropolitaine de Manchester (en anglais : Manchester Metropolitan University ou MMU) est une université du nord-ouest de l'Angleterre. 

## Présentation
Son principal campus et sa direction sont basés dans la ville de Manchester, et elle dispose également de diverses infrastructures dans le Cheshire. C'est la sixième plus grande université du Royaume-Uni pour ce qui est du nombre d'étudiants. L'université fait partie de l'University Alliance et de l'Association of MBAs. Elle abrite la Manchester School of Art, la Manchester School of Theatre et, conjointement avec l'université de Manchester, la Manchester School of Architecture. L'université est classée parmi les vingt premières du Royaume-Uni pour ce qui est de la qualité d'enseignement selon The Complete University Guide.

## Personnalités liées à l'université

### Étudiants
- Kate MccGwire, sculptrice britannique
- Wendy Nanan, artiste trinidadienne

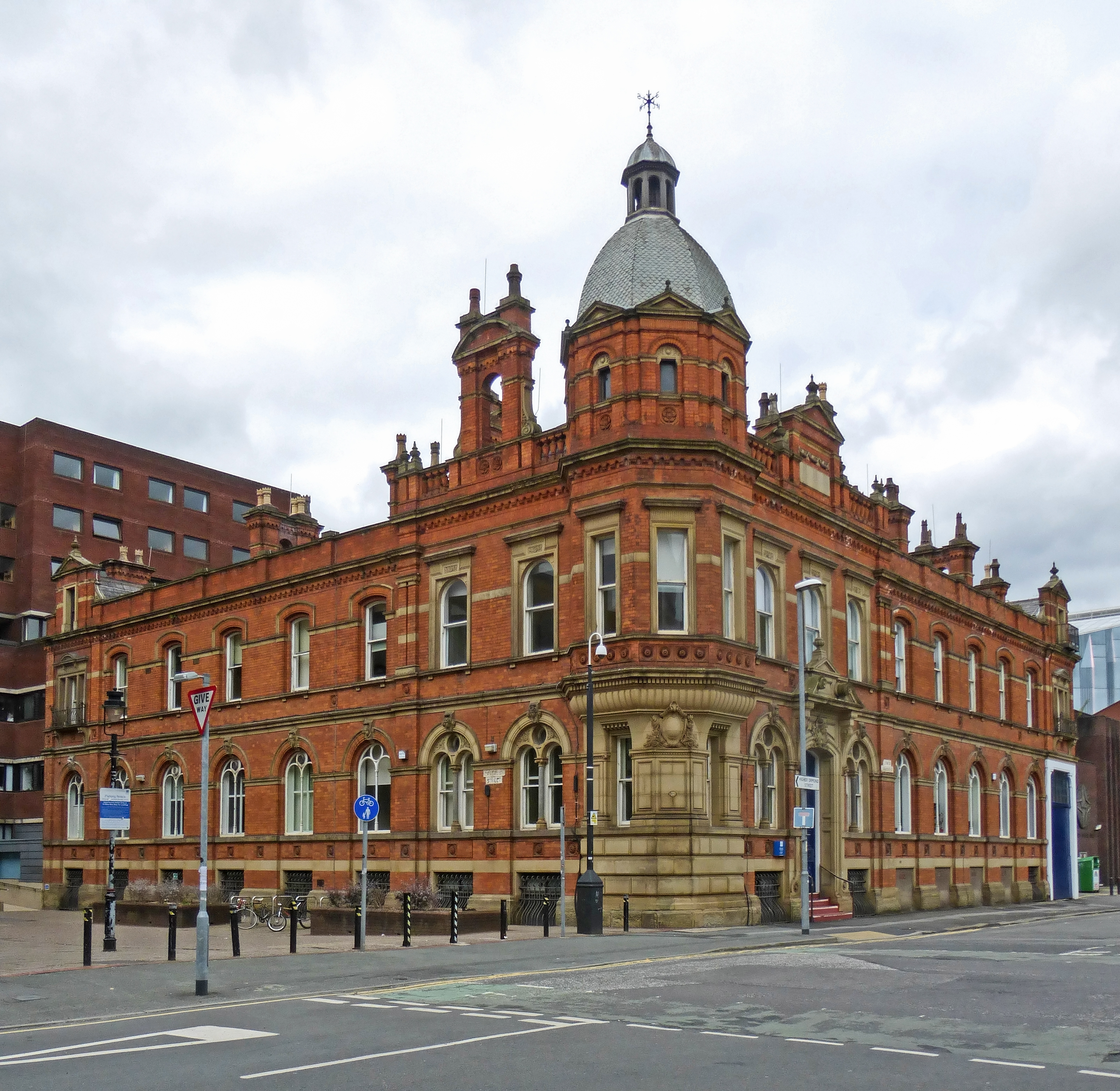
L'édifice Ormond.
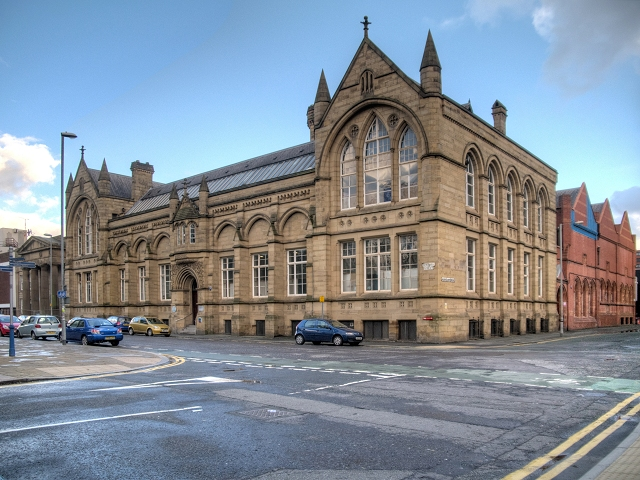
L'école d'art de Manchester.
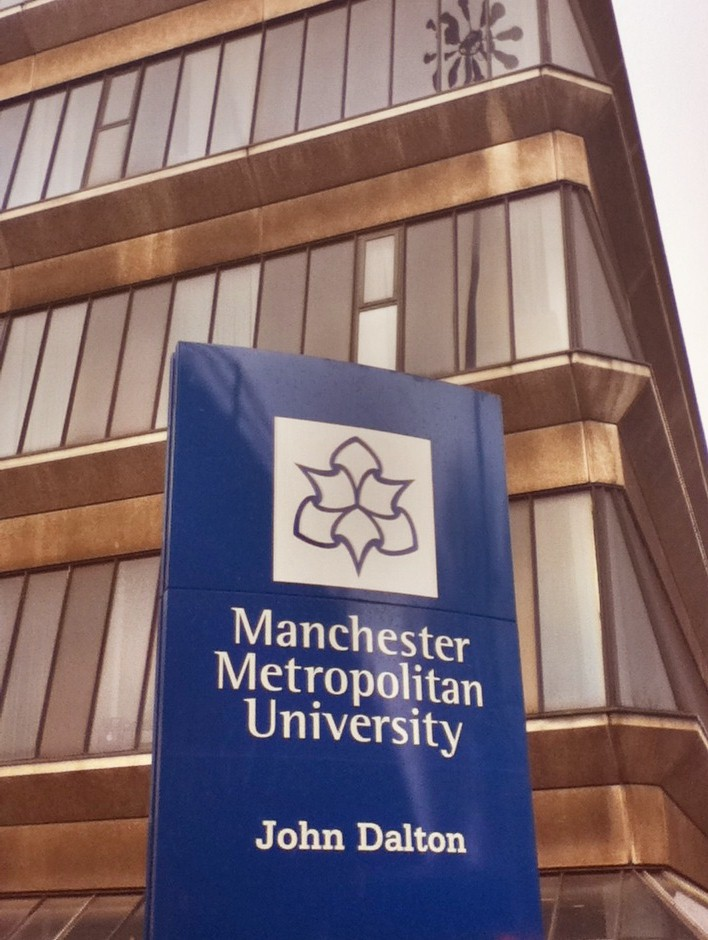
L'édifice John Dalton.